# 클리블랜드 스타디움
클리블랜드 스타디움(Cleveland Stadium)은 미국 오하이오주 클리블랜드에 위치한 야구장이다. 과거 MLB 클리블랜드 인디언스와 NFL 클리블랜드 브라운스, 클리블랜드 램스의 홈구장으로 사용했다.
| 메이저 리그 베이스볼 올스타전 개최 경기장 |                            |                 |
| 1934년                                    | 1935년 클리블랜드 스타디움 | 1936년          |
| 폴로 그라운즈                             | 1935년 클리블랜드 스타디움 | 브레이브스 필드 |
|                                           |                            |                 |
|                                           |                            |                 |

| 메이저 리그 베이스볼 올스타전 개최 경기장 |                            |                        |
| 1953년                                    | 1954년 클리블랜드 스타디움 | 1955년                 |
| 크로슬리 필드                             | 1954년 클리블랜드 스타디움 | 밀워키 카운티 스타디움 |
|                                           |                            |                        |
|                                           |                            |                        |

| 메이저 리그 베이스볼 올스타전 개최 경기장 |                            |               |
| 1962년                                    | 1963년 클리블랜드 스타디움 | 1964년        |
| 리글리 필드                               | 1963년 클리블랜드 스타디움 | 셰이 스타디움 |
|                                           |                            |               |
|                                           |                            |               |

| 메이저 리그 베이스볼 올스타전 개최 경기장 |                            |                          |
| 1980년                                    | 1981년 클리블랜드 스타디움 | 1982년                   |
| 다저 스타디움                             | 1981년 클리블랜드 스타디움 | 몬트리올 올림픽 스타디움 |
|                                           |                            |                          |
|                                           |                            |                          |